# Ancylotrypa zeltneri
Ancylotrypa zeltneri är en spindelart som först beskrevs av Simon 1904.  Ancylotrypa zeltneri ingår i släktet Ancylotrypa och familjen Cyrtaucheniidae.
Artens utbredningsområde är Etiopien. Inga underarter finns listade i Catalogue of Life.